# Acrocercops rhombocosma
Acrocercops rhombocosma is een vlinder van de familie van de mineermotten (Gracillariidae). De wetenschappelijke naam van deze soort is voor het eerst voorgesteld door Edward Meyrick in een publicatie uit 1911.
De soort komt voor op de Seychellen.